# A-471
La A-471 es una carretera autonómica andaluza de la Provincia de Cádiz y Sevilla, enlaza Utrera  (El Torbiscal) con Sanlúcar de Barrameda, uniendo así la N-4 con la A-480 y con la AP-4 a la altura de Las Cabezas de San Juan.
Aunque en la actualidad no está prevista la transformación en autovía, existen iniciativas al respecto por parte de los Ayuntamientos de las localidades por donde transcurre y del Pleno de la Diputación de Sevilla. Soporta un volumen denso de tráfico, especialmente en verano al ser la ruta más directa de Sevilla a Sanlúcar de Barrameda, frente vía Jerez de la Frontera que son 16 kilómetros más de trayecto. Concentran varios accidentes de tráfico, algunos con fallecidos al contar con caminos rurales, algunas incorporaciones y salidas a mismo nivel sin carril de aceleración, es el tránsito de ciclistas y tractores y con retenciones en momentos puntuales que lo hace peligroso para circular.

## Tramos y poblaciones que cruza
- Pasa por las poblaciones de Las Cabezas de San Juan, Lebrija y Trebujena hasta llegar a Sanlúcar de Barrameda.

## Recursos
En esta carretera se encuentra el Circuito de Motocross de Trebujena (Motorland).